# Doliops racsi
Doliops racsi es una especie de escarabajo del género Doliops, familia Cerambycidae. Fue descrita científicamente por Barševskis en 2019.
Habita en Filipinas. Los machos y las hembras pueden medir 11,6-11,9 mm. El período de vuelo de esta especie ocurre en los meses de julio, agosto y septiembre.